# Mens legen er god
|  | Denne artikel er oprettet af botten PalnaBot ud fra en ekstern database. Den kan derfor have sproglige fejl eller mangler. Denne skabelon kan fjernes efter kontrol af indholdet. |

Mens legen er god er en kortfilm fra 1997 instrueret af Morten Ellehauge Ryborg efter manuskript af Morten Ellehauge Ryborg.

## Handling
En drama-dokumentarisk film om leg - om børnenes helt egne virtual reality - unplugged! Tro mod den virkelighed der opstår i legens univers. En hyldest til børns fantasi, om legens frigørende og forførende væsen. Om lidenskab, nærvær, om at lave regler og mønstre og glæden ved at bryde dem. Om at skabe virkeligheder. Om at være på.